# デヴィッド・ウルフ (宇宙飛行士)
デヴィッド・ウルフ(David Alexander Wolf、1956年8月23日-)は、アメリカ合衆国の宇宙飛行士、医学博士、電子工学者である。4度宇宙を訪れた。そのうち3度はスペースシャトルによる短期のミッションで、1993年のSTS-58、2002年のSTS-112、2009年のSTS-127に参加した。残りの1度はロシアの宇宙ステーションミールへの長期滞在で、1997年9月にSTS-86でミールを訪れ、1998年1月にSTS-89で帰還するまで、128日間滞在した。合計の宇宙滞在時間は4,040時間となり、ロシア及びアメリカ合衆国の両方の宇宙服を着て、合計41時間17分に及ぶ7度の宇宙遊泳も行った。

## 教育
ウルフはインディアナ州インディアナポリスで生まれ、ノースセントラル高校を卒業した。その後、パーデュー大学で優秀な成績で電子工学の学位を取得して卒業した。アルファ・タウ・オメガ・フラタニティのメンバーであった。1982年には、インディアナ大学医学部で医学博士号を取得した。続いて、アメリカ空軍で飛行外科医の訓練を受け、1983年にジョンソン宇宙センターにスタッフとして加わって、微小重力の生理影響について研究した。

## 名誉等
ウルフは様々な賞を受賞している。1990年にはNASA Exceptional Engineering Achievement Medal、1992年にはNASA Inventor of the Yearを受賞している。医学部卒業の際には、Academic Achievement Awardを受賞した。医学における超音波信号と画像処理の研究に対して、Carl R. Ruddell奨学金を得た。イータ・カッパ・ニュー及びファイ・イータ・シグマの名誉会員である。主に三次元組織工学の分野で15のアメリカ合衆国特許、20以上のSpace Act Awardsを得た。1994年にはTexas State Bar Patent of the Yearを獲得した。40以上の技術論文を著した。
IEEE、Aerospace Medical Association、Experimental Aircraft Association、International Aerobatic Club、Indiana Air National Guard等の組織のメンバーである。
インディアナポリスは、ウルフを称え、ホワイト川にかかる橋(Marion County Bridge 0501F)を"Astronaut David Wolf Bridge"と命名した。

## NASAでのキャリア
ウルフのNASAでのキャリアは、ジョンソン宇宙センターの医科学部門から始まった。ここで彼は、微小重力下での心臓血管生理学の研究のために、American Flight Echocardiographyの開発と宇宙船のアビオニクスとの統合を担った。これが完了すると、彼は宇宙ステーション医療施設の設計のチーフエンジニアに任命され、学際的なチーム管理、要件定義、システム設計、宇宙船システムの統合、プロジェクトのスケジューリング、機能及び安全性の検証、予算権限を直接担当した。
ウルフは1990年に宇宙飛行士候補に選ばれ、18か月の訓練を経て資格を得た。ケネディ宇宙センターに配属され、オービタの組立てや試験、CAPCOM等を担当した。1995年のスペースシャトルとミールの歴史的なドッキングの際にもCAPCOMを務めた。宇宙遊泳、宇宙服の設計、ランデブーのナビゲーションを専門とした。他にロボット・マニピュレーション・システムの運用、軌道上での修理、コンピュータネットワーキング、大気圏再突入等も専門とした。
ミール長期滞在への訓練期間中は、ロシアのスターシティに住み、ガガーリン宇宙飛行士訓練センターで訓練を受けた。ウルフはロシア語が流暢で、訓練は全てロシア語で行われた。

## 宇宙飛行経験

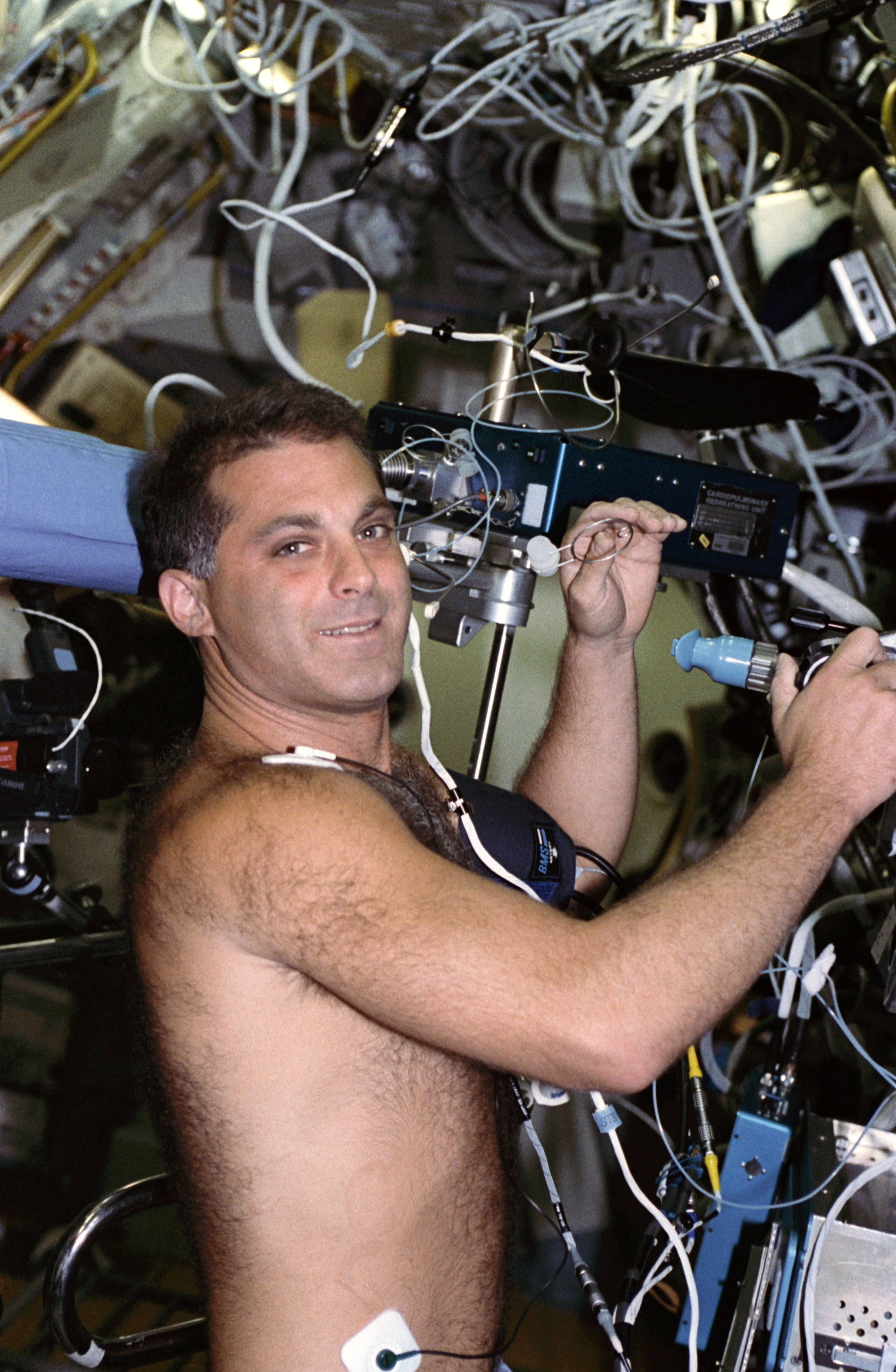
STS-58で実験を行うウルフ

### STS-58
ウルフは、ミッションスペシャリストとしてスペースシャトル・コロンビアに搭乗した。STS-58は、制御生理学、心血管/心肺、筋骨格及び神経科学のために行われた2度目のミッションであった。14日と12分32秒続いた。コロンビアは、エドワーズ空軍基地への着陸時には最長のミッション期間となった。

### ミール第24次長期滞在
ウルフは1997年9月のSTS-86でスペースシャトル・アトランティスにより軌道上に打ち上げられ、ロシアの宇宙ステーションミールに移った。アトランティスは9月27日からミールとドッキングし、この日がウルフのミール滞在の初日となった。
ウルフはミール上で128日間を過ごした。微小重力組織技術、電磁浮上プラットフォームの能力、コロイドの振舞い、ヒトの赤血球産生機能の変化、ヒトの微小重力生理学等の実験や研究を行った。滞在中、生命維持装置、3つの電源、姿勢制御システム、主要コンピュータシステム、湿度分離システム等、様々な故障が起こった。宇宙遊泳の際には、オーラン宇宙服のエアーロックハッチの故障のため、緊急事態になった。このミッションと訓練は、ロシア単独で行われた。
ミール滞在中、ウルフは1997年の地方選挙に参加し、宇宙から投票を行った初めてのアメリカ人となった。
地球への帰還は、STS-89だった。スペースシャトル・エンデバーは1998年1月24日にミールとドッキングし、この日がウルフのミール滞在の最終日となった。1月31日に地球に到着した。

### STS-112
STS-112では、アトランティスで国際宇宙ステーションのS1トラスが運ばれた。2002年10月7日にケネディ宇宙センターから打ち上げられ、ウルフは3回の宇宙遊泳を行ってS1トラスや他の宇宙遊泳用ハードウェアを取り付けた。国際宇宙ステーションの外で、合計19時間1分を過ごした。10日19時間58分44秒後の10月18日に着陸した。

### STS-127
ウルフの最後の宇宙飛行はSTS-127で、2009年7月15日に打ち上げられ、日本のきぼうの船外パレット(ELM-ES)と新しい長期滞在の乗組員であるティモシー・コプラを運んだ。元々6月に打ち上げる予定だったが、気体水素の通気管路の漏れを検出したために延期された。その3日後に2度目の打上げが試みられたが、同じ問題で中止された。3度目の試みは悪天候のため中止となり、発射台近くに雷が落ちたため、さらに延期された。ウルフは合計18時間24分に及ぶ3度の宇宙遊泳を行った。打上げから15日16時間44分58秒後の7月31日に着陸した。